# Jihlava (huyện)
Huyện Jihlava (tiếng Séc: Okres Jihlava) là một huyện (okres) nằm trong vùng Vysočina của Cộng hòa Séc. Huyện Jihlava có diện tích 1180 km², dân số năm 2020 là 113628 người. Thủ phủ huyện đóng ở Jihlava. Huyện này có 121 khu tự quản.

## Các khu tự quản
Huyện Jihlava có 121 khu tự quản sau: